# Irmaos lobatus
Irmaos lobatus är en kräftdjursart som beskrevs av Franco Ferrara och Stefano Taiti1983. Irmaos lobatus ingår i släktet Irmaos och familjen Irmaosidae. Inga underarter finns listade i Catalogue of Life.